# Convergență (1968)
Convergență este un film românesc din 1968 regizat de Dona Barta.